# Ahmed Mujdragić
Ahmed Mujdragić (in serbo Ахмед Мујдрагић?; Novi Pazar, 13 marzo 1986) è un ex calciatore serbo, di ruolo difensore.